# Naftochinon
Naftochinon is een organische verbinding met als brutoformule C10H6O2. De stof komt voor als gele trikliene kristallen met een benzochinonachtige geur. De stof is zeer matig oplosbaar in koud water, iets beter in petroleumether, maar doorgaans goed oplosbaar in de meeste polaire organische oplosmiddelen. Onder basische omstandigheden hebben de meeste naftochinon-oplossingen een rood-bruine kleur. De antibacteriële en antitumorwerking wordt toegeschreven aan het aromatische karakter van de verbinding.
Naftochinon vormt het centrale deel van een grote groep biologische actieve verbindingen, met name de vitamines uit de K-groep.

## Voorkomen in planten
De natuurlijk voorkomende derivaten van naftochinon zijn vaak kleurstoffen die in de vacuole van plantencellen. Als secundaire metaboliet komen de naftochinon en diens derivaten in een aantal plantengeslachten voor. Ook sommige schimmels en micro-organismen zijn in staat derivaten te synthetiseren. Hoewel er meerdere biochemische routes naar deze verbindingen leiden, wordt het naftochinongedeelte vaak uit shikiminezuur gevormd.